# بخش کلینتون (شهرستان سنکا، اوهایو)
بخش کلینتون (به انگلیسی: Clinton Township) یک منطقهٔ مسکونی در ایالات متحده آمریکا است که در شهرستان سنکا، اوهایو واقع شده‌است.
 بخش کلینتون ۸۰٫۵ کیلومتر مربع مساحت و ۴٬۱۰۹ نفر جمعیت دارد و ۲۳۴ متر بالاتر از سطح دریا واقع شده‌است.